# Hipoteza Sapira-Whorfa
Hipoteza Sapira-Whorfa (ang. Sapir–Whorf hypothesis), in. prawo relatywizmu językowego – hipoteza lingwistyczna głosząca, że używany język wpływa w mniejszym lub większym stopniu na sposób myślenia. Jej dwa główne założenia to determinizm językowy oraz relatywizm językowy: pierwsze z nich sugeruje, że język (jako system znaków wytworzony przez społeczeństwo, w którym wychowujemy się i myślimy od dzieciństwa) kształtuje nasz sposób postrzegania otaczającego nas świata; drugie mówi, iż wobec różnic między systemami językowymi, które są odbiciem tworzących je odmiennych środowisk, ludzie myślący w tych językach rozmaicie postrzegają świat. Nazwa hipotezy wywodzi się od dwóch językoznawców – Edwarda Sapira i Benjamina Lee Whorfa, zajmujących się głównie językami rdzennych mieszkańców Ameryki. Hipoteza została sformułowana w 1929 roku, a w kolejnych latach poszerzono ją o kolejne badania.
Skrajna (deterministyczna) postać tej hipotezy, zakładająca, że język determinuje (kształtuje) światopogląd w sposób rygorystyczny, jest odrzucana przez większość współczesnych językoznawców. Wiedza empiryczna wskazuje na to, że rozwój kulturowy nie jest determinowany typem języka, a język nie kreuje skostniałego światopoglądu. Wielu lingwistów akceptuje jednak umiarkowaną, słabszą postać tej hipotezy, przyjmując, że może istnieć pewien związek między używanym językiem a sposobem myślenia. Można mówić o wzajemnym (wielokierunkowym) wpływaniu na siebie takich czynników jak język, myślenie i kultura.
Określenie „hipoteza Sapira-Whorfa” uchodzi za nieścisłe, gdyż Sapir i Whorf nie współtworzyli prac lingwistycznych, a ich poglądy na temat relatywizmu językowego nie były tożsame; ponadto Sapir i Whorf swoich założeń nie określali mianem hipotezy.

## Słaba i mocna postać hipotezy
Słaba postać tej hipotezy, inaczej relatywizm językowy, zakłada, że język wpływa na myślenie, a co za tym idzie na zachowanie, choć jedynie do pewnego stopnia. Dzięki uporządkowaniu doświadczeń oraz treści kulturowych za pomocą języka (systemu symbolicznego będącego tworem społecznym) możliwa jest komunikacja i porozumienie zarówno na poziomie jednostkowym, jak i kolektywnym. Według Edwarda Sapira rola języka nie ogranicza się jedynie do rozwiązywania problemów w komunikacji czy refleksji, bez jakiegokolwiek wpływu na świat realny; wręcz przeciwnie – uważał on, że rzeczywistość w znacznej mierze opiera się na nieświadomych zwyczajach językowych danego społeczeństwa. Relatywizm językowy głosi także, iż różnice między strukturami leksykalno-gramatycznymi języków na ogół powodują również różnice w percepcji i interpretacji świata. Założenie, że język danej grupy wpływa na jej postrzeganie otoczenia, może być łatwo sprawdzone. Najbardziej znany test, polegający na pokazywaniu użytkownikom różnych języków trzech kolorowych karteczek i pytaniu ich, które dwa kolory są bardziej podobne, pokazał, że wyniki silnie zależą od tego, czy kolory mają tę samą, czy inną nazwę w danym języku (np. japońskie aoi oznacza zarówno niebieski, jak i zielony). Eksperyment ten został przeprowadzony przez Browna i Lenneberga w 1954 r. Trudniejszy do zbadania jest wpływ kategorii gramatycznych, takich jak czas czy liczba, który może być znacznie ważniejszy niż wpływ słownictwa.
Silniejsza postać hipotezy, inaczej determinizm językowy, mówi, że język całkowicie determinuje myślenie i zachowania ludzi – struktury językowe decydują o postrzeganiu własnego „ja” przez jednostkę, a także osadzają ją w pewnych schematach poznawczych. Determinizm językowy jest znacznie trudniejszy do sprawdzenia. Nie ma na niego też silnych dowodów pośrednich i wszystko wskazuje na to, że myślenie, przynajmniej częściowo, jest niezależne od języka. W strukturze języka zapisane są często reguły i poglądy społeczne. Różnie jest rozwiązana też kwestia konstrukcji związanych z płcią.

## Hipoteza Sapira-Whorfa w przekładzie i komunikacji międzyjęzykowej
Hipoteza Sapira-Whorfa zakłada, iż język oddziałuje na myślenie, a w konsekwencji na zachowanie ludzi. Ponieważ poznawanie i percepcja otoczenia kształtowane są językiem właściwym danej grupie, światy opisywane przez poszczególne społeczeństwa są więc odrębne i zróżnicowane. Ilość różnic między językami przekłada się na stopień zróżnicowania w postrzeganiu świata, co okazuje się problematyczne w przypadku tłumaczeń. Użycie zbliżonych konstrukcji semantycznych i gramatycznych często nie jest identyczne i nie będzie zrozumiałe w języku docelowym. Jak twierdził Sapir, „Żadne dwa języki nie są nigdy dostatecznie podobne, by można je było traktować jako reprezentujące tę samą rzeczywistość społeczną. Światy, w których żyją różne społeczeństwa, są odrębnymi światami, nie zaś tym samym światem, tylko opatrzonym odmiennymi etykietkami”. Tym samym hipoteza Sapira-Whorfa zyskała uznanie wśród teoretyków przekładu jako próba wyjaśnienia zagadnienia nieprzetłumaczalności tekstów.
Z punktu widzenia zwolenników hipotezy Sapira-Whorfa tłumaczenia są nie tylko problematyczne, lecz czasem wręcz niemożliwe. Niektórzy lingwiści idą o krok dalej twierdząc, iż nawet przekształcenie lub nowa interpretacja wypowiedzi czy myśli w tym samym języku stanowią swego rodzaju przekład, a ich zgodność jest wątpliwa, gdyż „treść” jest nierozerwalnie ograniczona odpowiednią „formą” językową – nie da się mówić o jednej, dokładnie tej samej rzeczy, używając kilku różnych sformułowań.
Problem przekładalności systemów językowych rozszerzony został także przez Whorfa, który uważał, że „nikt nie potrafi opisać rzeczywistości całkowicie bezstronnie; wszystkich nas krępują pewne prawidła interpretacji nawet wówczas, gdy sądzimy, że jesteśmy wolni”, oraz że „postrzegający nie tworzą sobie tego samego obrazu świata na podstawie tych samych faktów fizycznych, jeśli ich zaplecza językowe nie są podobne lub przynajmniej porównywalne”. Przyjęcie twierdzeń Whorfa podważa możliwość komunikacji międzyjęzykowej, wzbudza pytania o możliwość przekładu i interpretacji znaczeń funkcjonujących w innych kulturach, a jednocześnie prowadzi do stwierdzenia, że nie zachodzi wyższość jednych języków nad innymi, gdyż wszystkie posiadają swoje wady i zalety.
Założenia hipotezy Sapira-Whorfa popierają wiele koncepcji nieprzekładalności i są przeciwieństwem uniwersalizmu językowego, który w swej radykalnej wersji zakłada, że nie ma niczego, czego nie dałoby się powiedzieć we wszystkich językach – wszystko można przełożyć z jednego języka na drugi, nawet jeśli języki te drastycznie się od siebie różnią.

## Argumenty za i przeciw
Choć hipoteza Sapira-Whorfa nie została nigdy ani w stu procentach potwierdzona, ani też zupełnie odrzucona, wielu z naukowców uważa, iż kontrowersje wokół hipotezy doprowadziły do rozwoju nauk o języku. Relatywizm językowy stymulował badania w dziedzinie socjologii języka, socjolingwistyki i semantyki ogólnej. Jednocześnie zaznacza się, że współcześnie kwestionowana jest przede wszystkim mocna wersja hipotezy, uznająca język za jedyny wyznacznik myślenia, nie zaś podstawowe założenie o związku języka z myśleniem.
Niektóre z założeń relatywizmu językowego o wpływie języka na postrzeganie rzeczywistości zostały potwierdzone przez lingwistyczne i nielingwistyczne testy przeprowadzone przez badaczy. Zwolennicy relatywizmu uważają, że przyjęcie słabszej wersji hipotezy Sapira-Whorfa umożliwia poszerzanie perspektywy poznawczej przez przedstawicieli różnych kultur oraz wspólne tworzenie przez nich zbieżnych w wielu punktach interpretacji zjawisk. Hipoteza ta pomaga zauważyć, iż poszczególne kultury odmiennie interpretują i opisują ważne dla nich zjawiska, co przejawia się np. w mnogości nazw ryżu czy barw śniegu u niektórych społeczności. Stanowi potencjalne oparcie dla antropologów w badaniu relacji między człowiekiem a naturą i może ułatwić zrozumienie rozmaitych podejść kulturowych do zagadnień związanych z ochroną środowiska. Hipoteza Sapira-Whorfa może także znaleźć zastosowanie w badaniach empirycznych nad użyciem „nowomowy” w systemach totalitarnych.
Przeciwnicy zarzucają hipotezie uzależnienie całej struktury poznania od języka, wykluczenie możliwości porównywania odmiennych poglądów z powodu różnic językowych oraz całkowite wykluczenie przetłumaczalności między językami. Swoją krytykę argumentują m.in. tym, iż tłumaczenia są nie tylko możliwe, ale też odbywają się na porządku dziennym, co można łatwo zaobserwować, podobnie jak komunikację między ludźmi mówiącymi różnymi językami. Wszystkie języki mają pewne wspólne cechy, wynikające ze wspólnych losów biologicznych w warunkach rzeczywistości ziemskiej, które umożliwiają przekład i porozumiewanie się (uniwersalia językowe). Nie jest także jasny kierunek relacji przyczynowej w związku, jaki zachodzi pomiędzy językiem a myśleniem: czy jest to jednokierunkowe oddziaływanie języka na myślenie, czy oddziaływanie zwrotne, czy (jak twierdził Noam Chomsky) poznanie i język są wzajemnie niezależne.

## Badania języka hopi
Obaj badacze spotkali się podczas Międzynarodowego Kongresu Amerykanistów w roku 1928, a trzy lata później Whorf zapisał się do Sapira na kurs dotyczący języków Indian. Benjamin Lee Whorf prowadził badania głównie języków Majów i Hopi. W tekście Model uniwersum Indian, jaki napisał najprawdopodobniej w roku 1936 zawarł tezę, że system używania czasowników w języku hopi wpływa na pojmowanie przez Indian czasu i przestrzeni. Zaprzeczał on przede wszystkim, że istnieje jedno uniwersalne pojmowanie czasu i przestrzeni. Język hopi określał jako „język pozbawiony czasu” i przeciwstawiał go językom „temporalnym” (ang. temporal „czasowy”).
Czasowniki w tym języku nie odnoszą się do teraźniejszości, przeszłości i przyszłości, nie ma w tym języku tych trzech określeń, a odnoszą się do intencji sądów nadawcy w relacjach:
- zdarzenia,
- przewidywania,
- uogólniania.

Natomiast zjawiska, które w innych językach traktowane są jako rzeczowniki, trwające bardzo krótko (płomień, fala), jawiące się jako formy przestrzenne, dla Hopi są czasownikami.